# 日本クラフトデザイン協会
日本クラフトデザイン協会（にほんくらふとでざいんきょうかい　英：Japan Craft Design Association, 略称：JCDA）は、1956年から2021年まで存続したクラフト（工芸）の作家とデザイナーによる職能団体である。
1956年9月の設立当初は任意団体「日本デザイナークラフトマン協会　JDCA」であった。1976年3月に社団法人「日本クラフトデザイン協会」と改め、同年5月に通産大臣より法人設立許可。2013年に内閣府より公益社団法人としての認定を受けた。2021年10月22日に解散した。
クラフトデザインの普及を図り、産業の発展と人々の生活文化的向上に寄与することを目的に、半世紀を超えて日本のクラフトデザインの中心的役割を担い、活動を行った。クラフト関連の組織として唯一法人化された全国組織で、スタジオクラフトマンや伝統的地場産業に関わる生産者を中心とした正会員、賛助個人会員、賛助法人会員、会友により構成されていた。

## 沿革
- 1956年9月5日　渋谷東横ホールで創立総会。理事長・佐藤潤四郎　正会員107名[1]。

設立のことばより「工芸、雑貨のデザインを担当するクラフトマン及び工芸意匠家はここに職能団体としての本協会を設立して、デザインと工芸産業を結ぶ施策に寄与すべく共同の体制をとろうとするものである。」
「デザイナークラフトマン」という名称は勝見勝の提案であった
- 1957年4月　日本インダストリアルデザイナー協会、日本宣伝美術会、国際工芸協会、日本建築家協会とともに、日本デザイン協議会（JDC）を設立。
- 1959年6月　銀座松屋6階にニュークラフトセクションを開設、選定品を陳列販売する。

　理事長　佐々文夫
- 1960年5月 「日本ニュークラフト展　―　新しい暮しの工芸」を銀座松屋で開催。（1974年以降は「クラフト展」と名称変更）

　会員の森正洋が第1回グッドデザイン賞を受賞。
- 1973年10月　松屋ニュークラフトセクションをクラフトギャラリーと改名。
- 1976年3月19日 　法人設立の為発展的解散後、社団法人日本クラフトデザイン協会 (JCDA)設立総会。理事長　會田雄亮

　5月7日　通商産業大臣より法人設立認可。
- 1978年－世界クラフト会議（W.C.C.）京都にて開催される。W.C.C.協賛展“「手と心」日本のクラフトマンたち”（松屋銀座）

- 1979年3月　銀座松屋にクラフトマンハウス開設。

- 1981年12月　日本工芸協議会設立参加。
- 1984年－日華現代工芸展参加

- 1985年－「暮らしを創るクラフト展」の巡回展示を開始（大阪・福岡・名古屋など）
- 1986年－創立30周年記念「日本のクラフト もの・くらし・いのち」を出版
- 1988年－「暮らしを創るクラフト展」を「日本クラフト展」と改名
- 1995年－創立40周年記念展「生まれ変わりの美学」と「日本クラフト展」を同時開催
- 1996年－ロサンゼルス日米文化会館にて「現代日本のクラフトとジュウリー展」開催
- 2002年7月　クラフトマンハウス閉鎖
- 2002年－ブリュッセル・VIZO ギャラリーにてベルギー展「日出づる国より」開催
- 2004年－日本クラフト展会場を丸ビルホールに移す
- 2006年－50周年記念展を渋谷の東急本店で開催
- 2008年－日本クラフト展グランプリが「経済産業大臣賞・日本クラフト大賞」となる
- 2011年－台湾建国100 年を記念し開催された「国際クラフトデザイン展」に招待され展示
- 2013年－公益社団法人認定を取得　公益社団法人日本クラフトデザイン協会となる

　　　　　　大韓民国清州市にて開催された清州工芸ビエンナーレに展示参加
- 2014年－日本クラフト展会場を東京ミッドタウン・デザインハブに移す

　　　　　　 パリ日本文化会館にて、協会会員展を開催
- 2015年－清州工芸ビエンナーレに展示参加
- 2017年－高岡クラフトコンペティション30回・JCDA 60周年を記念し、松屋銀座・デザインギャラリーにて「クラフト30・60」を開催

　　　　　　清州工芸ビエンナーレ・グローバルパビリオンに日本を代表し招待され展示
- 2021年－国立台湾工芸研究発展中心にて、台湾・日本交流展「幸福工芸」開催

　      　　            　 　公益社団法人を解散

## 歴代理事長
佐藤潤四郎（1956年9月 - 1959年6月）
佐々文夫  （1959年6月 - 1961年9月）
芳武茂介  （1961年9月 - 1962年9月）
福岡縫太郎（1962年9月 - 1964年9月）
佐藤潤四郎（1964年9月 - 1966年9月）
芳武茂介  （1966年9月 - 1968年9月）
佐々文夫  （1968年9月 - 1969年10月）
畑正夫    （1969年10月 - 1972年11月）
會田雄亮  （1972年11月 - 1979年5月）
髙木晃    （1979年5月 - 1981年5月）
平松保城  （1981年5月 - 1985年5月）
馬場忠寛  （1985年5月 - 1989年5月）
佐藤信泰  （1989年5月 - 1993年5月）
工藤省司  （1993年5月 - 1997年5月）
島添昭義  （1997年5月 - 2001年5月）
橋本京子  （2001年5月 - 2007年5月）
長谷川武雄（2007年5月 - 2009年5月）
相川繁隆  （2009年5月 - 2013年5月）
岡本昌子  （2013年5月 - 2017年6月）
磯谷晴弘  （2017年6月 - 2019年6月）
岡英司    （2019年6月 - 2021年5月）

## 備考
※主な資料は国立工芸館　資料室に保管